# Veronika Fialka-Moser
Veronika Fialka-Moser   (Viena, 1955 - 2014) va ser una metgessa austríaca i professora de Medicina Física i Rehabilitació a la Universitat de Medicina de Viena. Va ser la primera dona que va ser nomenada professora clínica a la Universitat de Medicina de Viena.

## Educació
Va estudiar medicina a la Universitat de Medicina de Viena, on es va especialitzar en medicina física i esportiva. Es va graduar l'any 1979 i va completar la formació especialitzada en reumatologia i medicina de l'esport.

## Trajectòria
Fialka-Moser va estudiar la síndrome del dolor regional complexa, la rehabilitació del càncer, el limfedema i les diferències de sexe en medicina.
L'any 1999 Fialka-Moser va ser nomenada presidenta de la Secció de Medicina Física i Rehabilitació de la Unió Europea d'Especialistes Mèdics (UEMS). El 2001 va ajudar a establir el Comitè d'Afers Clínics de la Unió Europea d'Especialistes Mèdics per centrar-se en Medicina Física i Rehabilitació (PRM). El comitè ha desenvolupat un procés d'acreditació per a PRM, que s'adapta per reflectir l'entorn en què es desenvolupa l'acreditació.
Va ser membre del Senat de la Universitat de Medicina de Viena. En honor al seu compromís amb la diversitat en medicina, la Universitat de Medicina de Viena va establir el Premi a la Diversitat Veronika Fialka Moser.